# 豬排飯

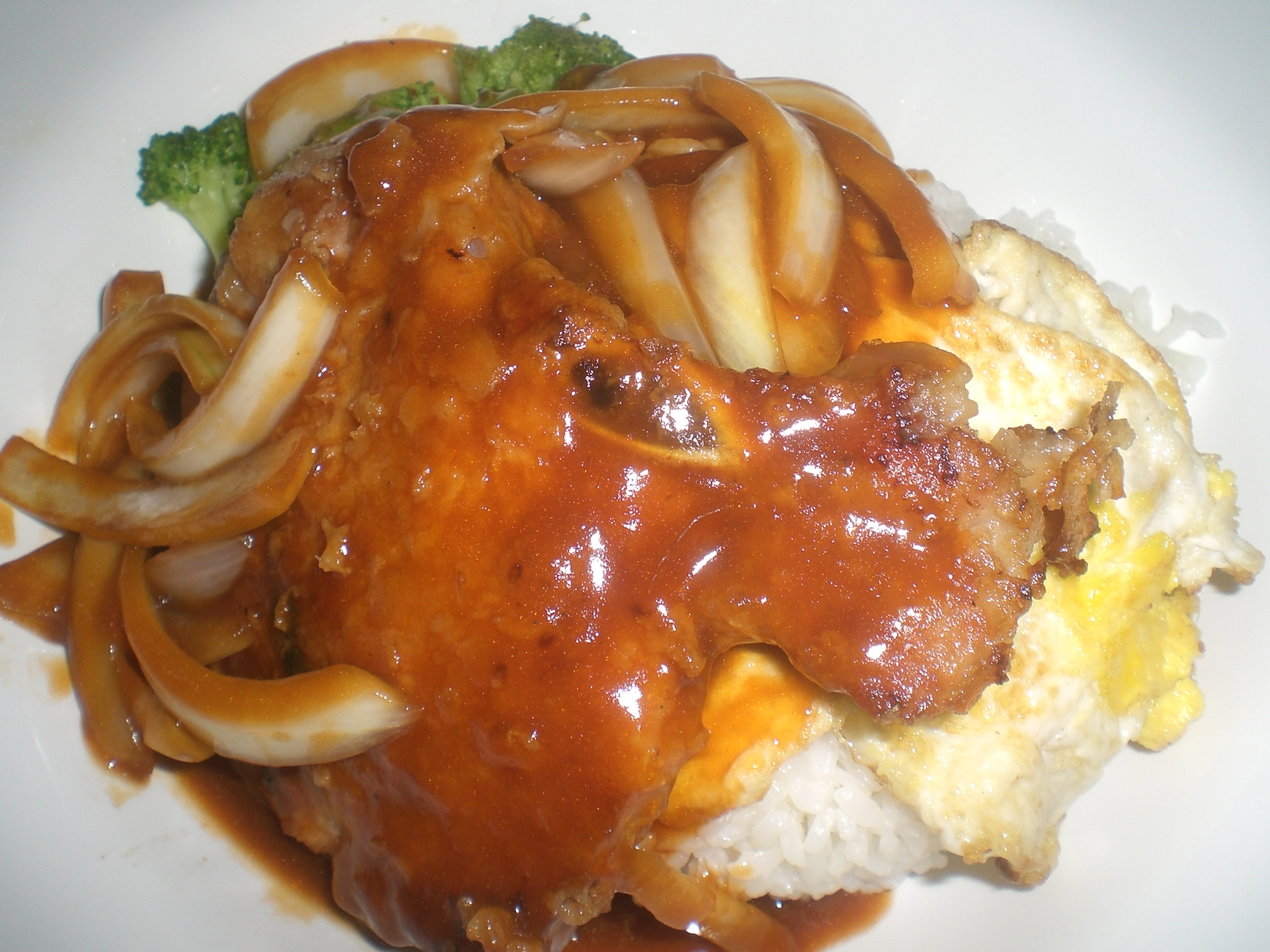
港式洋蔥汁豬扒碟頭飯

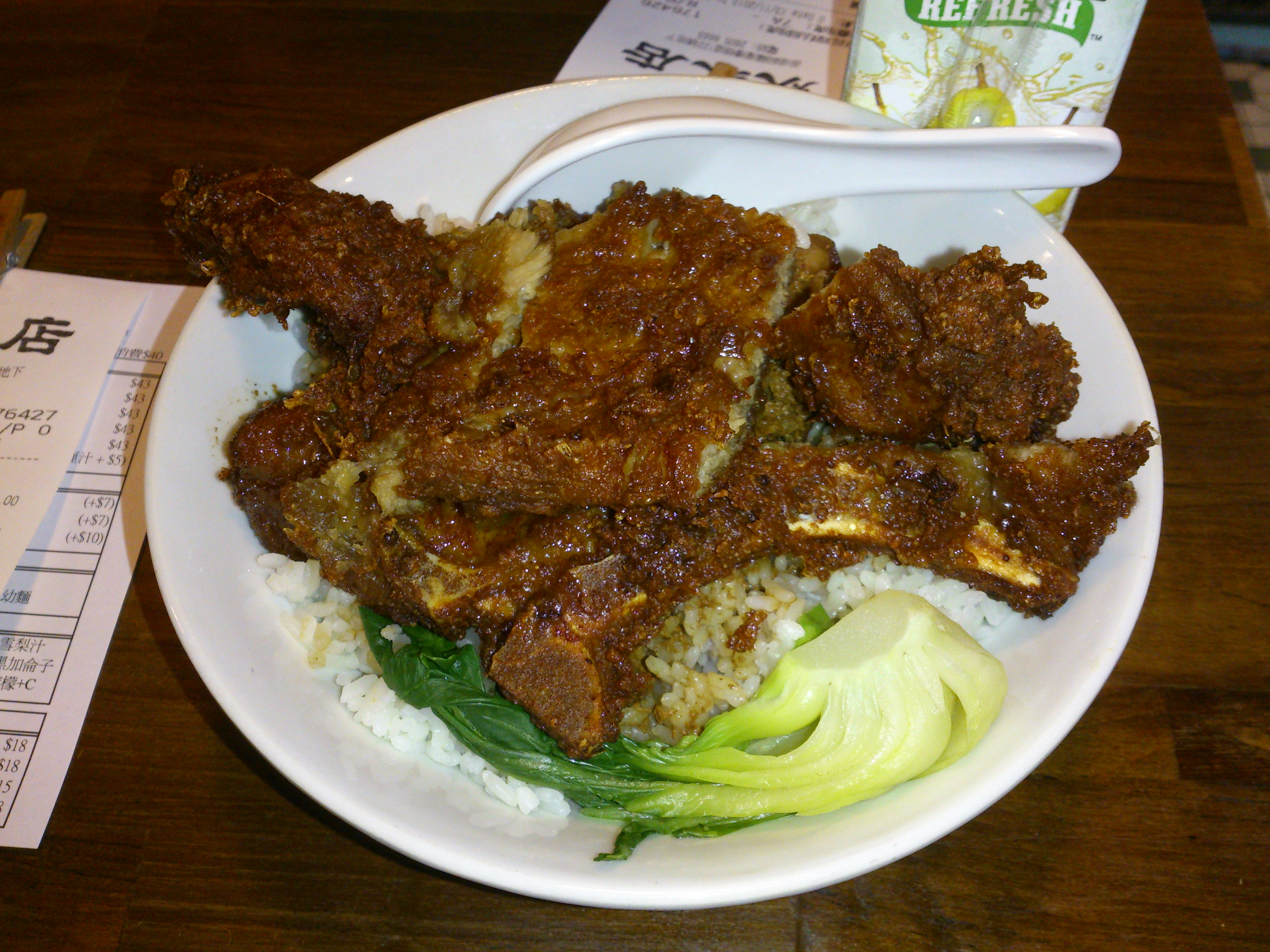
台式豬排飯

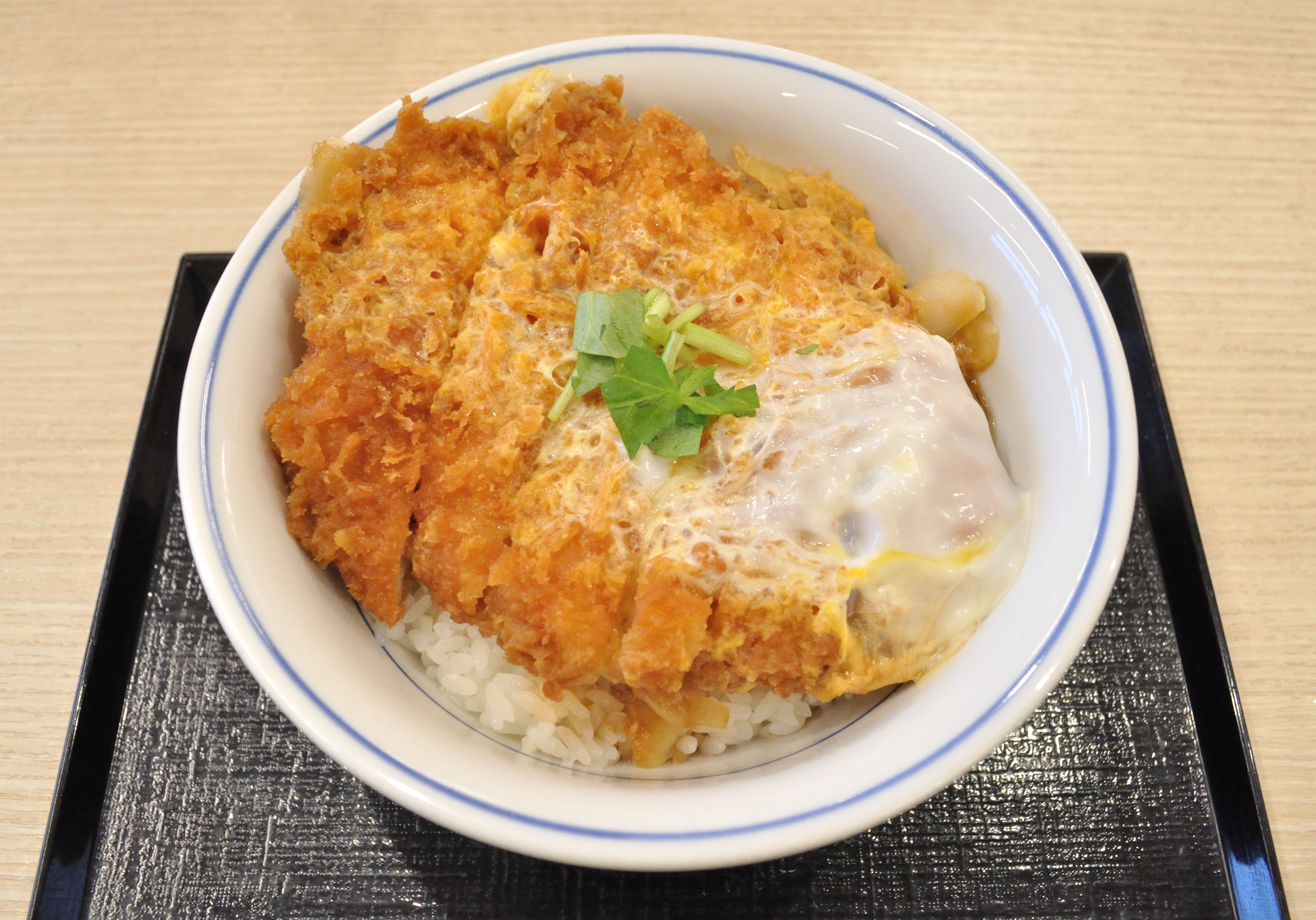
日式豬排飯

豬排飯，是一種米飯食品，以豬排作為主菜搭配其他配菜的一種飯類料理，常見於東亞地區的快餐，例如日本、台灣、韓國、港式快餐等。但一些東南亞國家，例如泰國和越南，都有比較地道的豬排飯，例如香茅豬排和泰式烤豬排飯。隨著潮流改變，一些食店也會用豬頸肉來代替豬排。

## 各地版本

### 香港
在香港，豬排飯是普遍的一種客飯，通常是煎豬排佐以黑胡椒、洋蔥、蒜茸及豉油等製作的芡汁。另外也有一些則以香料來烹調豬排，例如越式香茅和椒鹽等。另外，香港的焗豬扒飯亦相當普遍。焗豬扒飯是以不鏽鋼盤作容器，以蛋炒飯作底，豬排在飯上放上番茄和番茄汁，最後以高温放進焗爐後而完成。通常此類豬排客飯在快餐店或地道的茶餐廳都有售賣。

### 台灣
在台灣，豬排飯（排骨飯）是很普遍的餐點，作為主菜的豬排以油炸為主，但也有煎、烤、滷等其他變化做法。

### 日本
在日本，日式豬排飯是日本料理的豬排飯，為以吉列豬排及滑蛋作配料的丼物。

### 韓國
在韓國，韓式豬排飯是當地也很常見，除了普遍的咖哩口味外，韓國還有所謂的韓式炸醬豬排飯。